# Боль чужих сердец
«Боль чужих сердец» (итал. Cuore sacro) — итальянский фильм-драма 2005 года режиссёра Ферзана Озпетека. 

## Сюжет
Бизнесвумен Ирен развивает семейное предприятие. Но когда два её друга совершают самоубийство, то жизнь Ирен начинает быстро меняться. После встречи с маленькой уличной воровкой Бенни, бросившей вызов жизненным ценностям, Ирен начинает воспринимать мир окружающих людей в новом свете и посвящает себя благотворительности.

## В ролях
| Актёр                 | Роль                |
| --------------------- | ------------------- |
| Барбора Бобулова      | Ирен Равелли        |
| Камиль Дюге Коменчини | Бенни               |
| Лиза Гастони          | Элеонора Равелли    |
| Массимо Поджо         | падре Каррас        |
| Гиги Анжелилло        | Аурелио             |
| Эрика Бланк           | Мария Клара Равелли |
| Андреа ди Стефано     | Джанкарло           |
| Катерина Вертова      | Анжела Маркетти     |
| Стефано Сантоспаго    | Джорджио Маркетти   |
| Микела Ческон         | Анна Мария          |
| Паоло Романо          | Альберто            |
| Стефания Спуньини     | Лилиана             |
| Элизабетта Поцци      | психолог            |

## Критика
Фильм получил преимущественно низкие оценки итальянских кинокритиков. Паоло Мерегетти () высоко оценивая тему фильма, критикует то, что с ней справляются «больше с иррациональной, чем с моральной стороны». Пино Фаринотти () описал фильм как «размышление о духовности, которое не обходится без провокаций». По словам Морандо Морандини (), фильм «симметрично структурирован» «на парах противоположностей» и «ссылках на киноманов». Кинопортал MYmovies () назвал картину «худшим фильмом Озпетека».

## Награды и номинации
В 2005—2006 годах фильм получил 10 наград и 14 номинаций на различные кинопремии, среди которых 2 премии «Давид ди Донателло» в категориях «Лучшая актриса» (Барбора Бобулова) и «Лучший дизайн» (Андреа Кризанти).